# Rollstuhlfußball
Rollstuhlfußball ist eine Sportart aus dem Bereich des Behindertensports. Es können die Variationen des E-Rolli-Fußballs und des Wheelsoccer unterschieden werden. Der deutsche Rollstuhlfußball wird offiziell durch den DFB unterstützt.

## E-Rolli-Fußball
Beim E-Rolli-Fußball spielen zwei Teams mit je maximal drei Feldspielern und einem Torwart gegeneinander.

### Regeln
Gespielt wird auf einem Spielfeld mit der Standardgröße eines Basketballfeldes (28 m × 15 m). Leichte Variationen der Größe des Feldes sind jedoch möglich. Die Oberfläche des Feldes ist hart und besteht idealerweise aus Holz oder künstlichem Material. Die Tore werden von zwei senkrechten Torpfosten mit einem Abstand von 6 Metern markiert.
Eine Mannschaft besteht aus zwei bis vier aktiven Spielern, von denen einer als Torwart eingesetzt wird, sowie maximal vier Ersatzspielern. Das Mindestalter für die Teilnahme am E-Rolli-Fußball beträgt fünf Jahre. Ein Spieler kann von der Teilnahme an einem Spiel ausgeschlossen werden, wenn er seinen Rollstuhl nicht gänzlich unter Kontrolle hat.
Die Grundausrüstung jedes Spielers besteht aus einem Hemd oder Trikot, mannschaftskonformen Shorts oder Trainingshosen, einem Elektrorollstuhl, einem Beckensitzgurt, einem Fußschutz/-gitter und einer klar erkennbaren Nummer. Die maximale Höchstgeschwindigkeit des Elektrorollstuhls liegt bei 10 km/h. Der Fußschutz soll verhindern, dass der Ball unter den Rollstuhl gerät, und wird eingesetzt, um den Ball zu bewegen und zu passen.
Ein Spiel besteht aus zwei Hälften von je 20 Minuten. Im Vorfeld eines Spiels kann die Länge der Spielabschnitte in Koordination mit dem Schiedsrichter jedoch auch an eventuelle Bedürfnisse der Spieler angepasst werden.
Weitere Regeln können in der deutschen Übersetzung des Regelwerks der Federation Internationale de Powerchair Football Association (FIPFA) nachgelesen werden.

### Geschichte
Das erste E-Rolli-Fußballspiel wurde im Jahr 1978 in Frankreich für Jugendliche mit verschiedenen körperlichen Behinderungen ins Leben gerufen. Ein Jahr Später startete auch Kanada ein eigenständiges Projekt unter dem Namen „Power Soccer“, das kurz danach auch in den Vereinigten Staaten und Japan gespielt wurde. Unter dem Namen „Wheelchair Football“ wurde ein vergleichbares Spiel in Belgien, Portugal und der Schweiz gespielt. Zwischen 1980 und 2005 entwickelten sich weltweit, ohne Austausch zwischen den einzelnen Organisatoren, verschiedene Formen des Rollstuhlfußballs.
Im Oktober 2005 wurde das offizielle internationale Regelwerk durch Vertreter der Länder Frankreich, Kanada, USA, Japan, England, Portugal und Dänemark verabschiedet und die FIPFA gegründet.
Die erste FIPFA-Weltmeisterschaft, mit insgesamt acht teilnehmenden Mannschaften, fand im Oktober 2007 in Tokio statt.
2009 wurde die FIPFA offiziell von dem Internationalen Paralympischen Komitee als Föderation anerkannt.
Im Jahr 2011 wurde die zweite offizielle FIPFA-Weltmeisterschaft, mit nunmehr zehn teilnehmenden Mannschaften, in Paris ausgerichtet.
In der darauf folgenden Zeit wuchs das internationale Interesse am E-Rolli-Fußball weiter, so dass mittlerweile in 28 Ländern nach den Regeln der FIPFA gespielt wird. Bei der dritten FIPFA-Weltmeisterschaft, im Jahr 2017, nehmen neben dem amtierenden Weltmeister drei Mannschaften des amerikanischen Kontinents, vier Mannschaften aus Europa sowie zwei aus Asien/Ozeanien teil.
| Jahr | Gastgeber          | Finalstände        | Finalstände        | Finalstände | Finalstände |
| Jahr | Gastgeber          | Weltmeister        | 2. Platz           | 3. Platz    | 4. Platz    |
| ---- | ------------------ | ------------------ | ------------------ | ----------- | ----------- |
| 2007 | Tokio (Japan)      | Vereinigte Staaten | Frankreich         | ?           | ?           |
| 2011 | Paris (Frankreich) | Vereinigte Staaten | England            | Frankreich  | Belgien     |
| 2017 | Kissimmee (USA)    | Frankreich         | Vereinigte Staaten | England     | Australien  |

Die FIPFA besteht aus den folgenden Mitgliedern:
| - Frankreich - Finnland - USA - Österreich - England - Kanada - Australien - Dänemark - Portugal - Argentinien - Irland - Brasilien - Belgien - Japan | - Spanien - Schottland - Schweiz - Uruguay - Deutschland - Neuseeland - Wales - Hong-Kong - Indien - Südkorea - Italien - Türkei - Polen - Singapur |
| --- | --- |

### E-Rolli-Fußball in Deutschland
Die erste deutsche E-Rolli-Fußballmannschaft wurde im Jahr 2014 in Dresden gegründet. Gegründet wurde die Mannschaft „Power Lions“ beim  SV Motor Mickten-Dresden e.V., von Katharina Kohnen, die über eine Freundin in den USA von dem Sport erfahren hatte. Noch im selben Jahr nahm die Mannschaft an ihrem ersten internationalen Turnier in Wien teil.
Den bislang größten Erfolg einer deutschen E-Rolli-Fußballmannschaft feierten die „Barmstedt Knights“, die sich bei ihrer ersten Turnierteilnahme im Jahr 2016 sogar gegen die dänische Nationalmannschaft durchsetzen und das Turnier gewinnen konnten.

## Wheelsoccer
Die Rollstuhlfußballvariante Wheelsoccer ist bislang in Deutschland noch nicht durch einen Verband organisiert. Entstanden ist das Spiel durch den Schleswig-Holsteinischen Fußballverband.
Bei dem Spiel spielen zwei Teams mit vier Feldspielern und einem festen Torwart gegeneinander. Gespielt wird auf einem Basketballfeld und mit einem großen Gymnastikball auf zwei 2 Meter große Tore. Dabei wird der Ball mit einer Hand oder dem Rollstuhl geschlagen oder gestoßen. Der Torwart ist der einzige Spieler, der den Ball mit beiden Händen berühren darf. Zudem kann jedes Team bis zu zwei sogenannte „Bonusspieler“ (Spieler mit stärkeren Beeinträchtigungen) enthalten. Diese Bonusspieler dürfen von den Gegenspielern nicht attackiert werden.
Darüber hinaus gibt es für Wheelsoccer bislang noch kein offizielles Regelwerk. Bei den RuhrGames 2017 in Dortmund war Wheelsoccer das erste Mal auf offizieller Bühne vertreten.